# Громадський коледж університету Арканзасу в Моррілтоні
Громадський коледж Університету Арканзасу в Моррілтоні (UACCM) — громадський коледж у Моррілтоні, штат Арканзас. Він акредитований Комісією з вищого навчання.

## Історія
У 1961 році Генеральна асамблея Арканзасу заснувала Petit Jean Vo-Tech як другу в штаті професійно-технічну школу для дорослих. Перша будівля була завершена в липні 1963 року, а заняття почалися у вересні. Школа спочатку видавала дипломи за професійно-спеціальними напрямками.
У 1991 році Генеральна Асамблея перетворила Petit Jean Vo-Tech на ступінь, що надає дворічний коледж, Petit Jean Technical College. Конверсія дозволила розширити навчальну програму, включивши технічну, академічну та кадрову освіту; громадська освіта; та освіта дорослих. У 1997 році Коледж знову змінив назву на Petit Jean College. Нарешті, у 2001 році Petit Jean College об'єднався з Університетом Арканзаської системи та став громадським коледжем університету Арканзасу в Моррілтоні.
У 2018 році Коледж відкрив Центр підготовки робочої сили, який розширив можливості для технічної освіти, некредитної підготовки робочої сили та громадської освіти.
УАСКМ наразі складається з 92 акри (370 000 м2) з 14 навчальними корпусами та різними допоміжними спорудами.

## Кампус
UACCM розташований уздовж міжштатної автомагістралі 40 приблизно в 50 миль (80 км) на захід від Літл-Року в місті Моррілтон в окрузі Конвей, штат Арканзас.

## Студенти
В осінньому семестрі 2017 року UACCM обслуговував 1925 студентів за кредитом. З цих студентів 62 відсотки вважалися повним робочим днем (зараховуючи 12 або більше кредитних годин на семестр), а 38 відсотків вважалися неповним. Контингент студентів складався з 38 відсотків чоловіків і 62 відсотків жінок. Сімдесят відсотків студентів віком від 24 років.
З останнього року UACCM як професійно-технічної школи в 1990 році загальна кількість студентів зросла більш ніж на 500 відсотків, а кількість студентів подвоїлася після злиття з Університетом Арканзаського університету у 2001 році.

## Видатні випускники
- Сью Скотт, республіканець, член Палати представників Арканзасу від Роджерса з 2013 року

## Помітний факультет
- Рік Бек, ад’юнкт-професор і член дорадчої ради, член Палати представників Арканзасу від Республіканської партії округів Конвей і Перрі

## Зовнішні посилання
- Офіційний веб-сайт